# طور الصليبة (طور الباحة)

تعديل مصدري - تعديل

طور الصليبة هي إحدى قرى عزلة طور الباحة بمديرية طور الباحة التابعة لمحافظة لحج، بلغ تعداد سكانها 152 نسمة حسب تعداد اليمن لعام 2004.